# Vassili Sofronov
Pour les articles homonymes, voir Sofronov.
Vassili Yakovlevitch Sofronov (en russe : Василий Яковлевич Софронов), né le 30 janvier 1884 à Saint-Pétersbourg dans l'Empire russe et mort le 10 octobre 1960 à Léningrad (Union soviétique), est un acteur soviétique et russe.

## Biographie
Vassili Sofronov naît à Saint-Pétersbourg. En 1905-1911, il étudie à la Faculté d'histoire et de philologie de l'Université de Saint-Pétersbourg, tout en participant à des spectacles du théâtre amateur. À partir de 1907, il suit des cours au théâtre de la Société littéraire et artistique, en 1910 il est accepté dans sa troupe où il sert jusqu'en 1914 (avec une interruption en 1911-1912, lorsqu'il fait son service militaire).
En 1914, à Oufa, il fait partie de la troupe de théâtre dirigée par Nikolaï Sinelnikov. En 1914-1917, il sert au front dans l’Armée impériale russe.
En 1917-1918, il travaille dans les théâtres de Novorossiïsk et de Bakou, en 1918 - au Théâtre de l'Ermitage de Moscou.
En 1918, il devient l'un des organisateurs du Théâtre dramatique Bolchoï à Leningrad, où il travaillera jusqu'à la fin de sa vie. Dans la pièce qui inaugure le théâtre en février 1919, Don Carlos, basée sur la tragédie de Friedrich von Schiller, il tient le rôle de Domingo. Pendant quarante ans de travail au théâtre, il a joué des dizaines de rôles dans le répertoire classique et moderne, parmi les meilleurs figurent Souslov et Perchikhine dans les pièces de Gorki Les Estivants et Les Petits Bourgeois, le roi Lear et Richard III dans les tragédies de W. Shakespeare.
Il a également agi en tant que metteur en scène et a notamment mis en scène la pièce Les Carillons du Kremlin de Nikolaï Pogodine en 1958.
Il fut avant tout acteur de théâtre et jouait rarement dans des films. Au cinéma, il apparaît pour la première fois en 1932, dans le film sur la conquête de l'Arctique Les Vainqueurs de la Nuit d'Adolf Minkine.
Décédé le 10 octobre 1960 à Léningrad, il a est enterré au cimetière Bolcheokhtinskoïe.

## Filmographie partielle
- 1940 : La Débacle de Youdenitch (Разгром Юденича) de Pavel Petrov-Bytov
- 1942 : La Défense de Tsaritsyne (Оборона Царицына) de frères Vassiliev : Ryndine
- 1949 : Ivan Pavlov (Академик Иван Павлов) de Grigori Rochal : Teleguine
- 1950 : Moussorgski (Мусоргский) de Grigori Rochal
- 1954 : Hommes en guerre (Герои Шипки) de Sergueï Vassiliev

## Récompenses et nominations
- Ordre du Drapeau rouge du Travail (1939)
- Ordre de l'Étoile rouge (1944)
- Médaille pour la Défense de Léningrad (1944)
- Médaille pour la victoire sur l'Allemagne dans la Grande Guerre patriotique de 1941-1945 (1946)
- Médaille Pour le travail vaillant dans la Grande Guerre patriotique 1941–1945 (1946)
- prix Staline (1951) - pour avoir joué le rôle d'Evgeni Bersenev dans la pièce La Rupture de Boris Lavrenev
- Artiste du peuple de l'URSS (1956)